# Gian Jacopo Pezzi
Gian Jacopo Pezzi (Venezia, 1805 – 1869) è stato un giornalista, scrittore e critico musicale italiano che raggiunse una certa notorietà nella prima metà del XIX secolo..

## Biografia

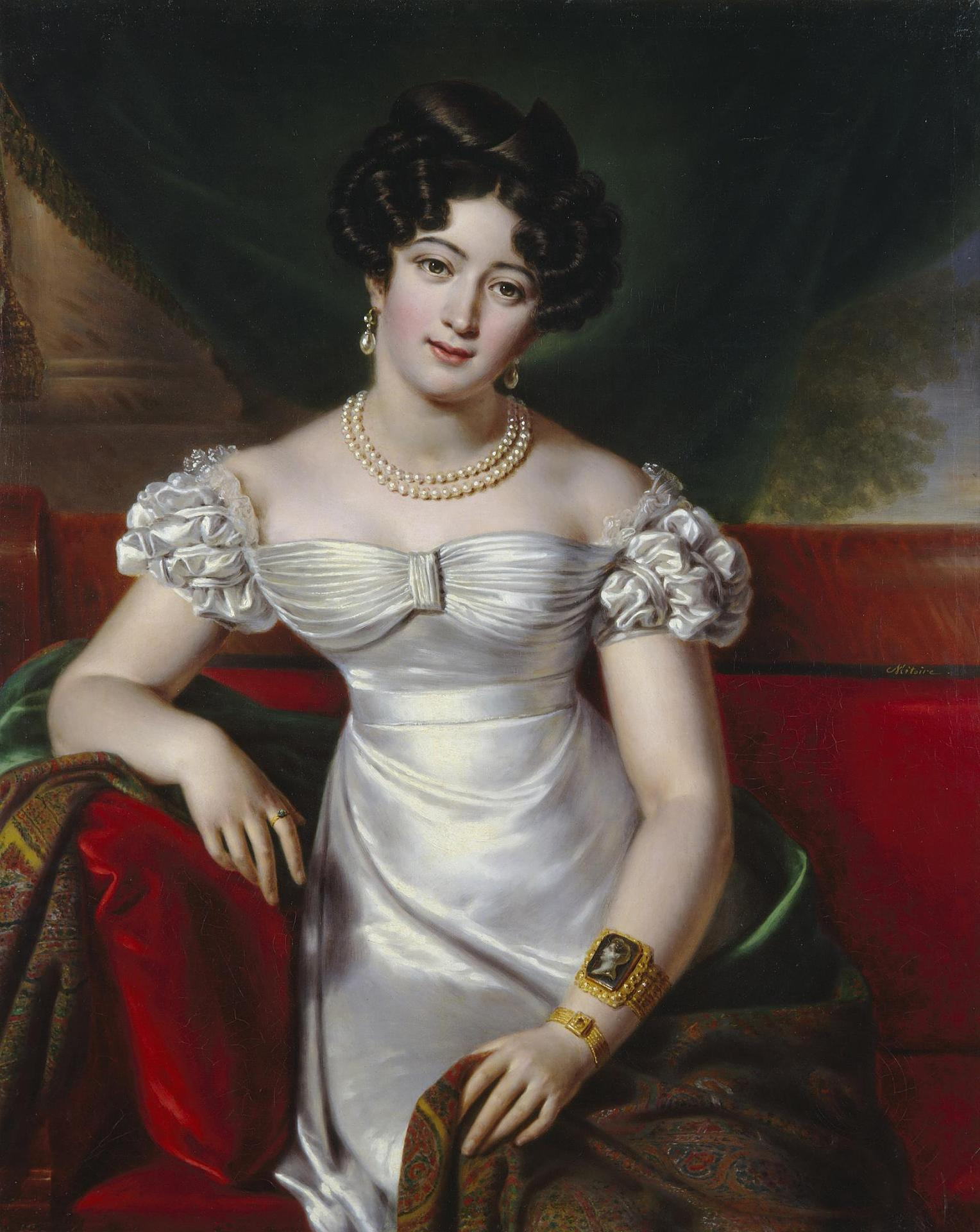
Julija Samojlova, in un ritratto del 1825

Gian Jacopo Pezzi nacque a Venezia nel 1805 da una facoltosa famiglia di mercanti e industriali tessili veneziani. La madre è Chiara Dorigo, il padre Francesco Pezzi, giornalista e critico d'arte di grande successo, noto per essere stato direttore ed editore della «Gazzetta di Milano» nel primo trentennio del XIX secolo. Sua sorella unilaterale è la scrittrice e patriota mazziniana Giulietta Pezzi, con la quale condivise la frequentazione del salotto della contessa Clara Maffei.
Gian Jacopo diventò famoso nell'ambiente milanese sia come giornalista che per il suo chiacchieratissimo amore con la contessa russa Julija Pavlovna Samojlova (Giulia von Pahlen Samoyloff), da molti ritenuta figlia naturale dello Zar .
Seguendo le orme paterne, lavorò nel mondo del giornalismo, senza raggiungere l'abilità e la notorietà del padre Francesco, ma diventando tuttavia un bravissimo direttore di riviste. Alla morte del padre, avvenuta nel 1831, ereditò, ancora giovanissimo, la direzione della «Gazzetta privilegiata di Milano», ruolo passato poi, nel 1833, ad Angelo Lambertini.
Dopo l'esperienza della «Gazzetta», avviò un proprio foglio di critica letteraria, artistica e musicale che iniziò le pubblicazioni nel luglio 1834 con il titolo «Glissons, n'appuyons pas» e che continuò a uscire fino al 1840.
Negli anni cinquanta ritornò a Venezia, dove diventò editore di altre riviste, tra cui «I fiori», e proseguì sia l'attività letteraria che quella giornalistica.
Morì in miseria, nel 1869, alla fine di un'esistenza avventurosa nella quale alternò momenti di successo, in cui venne a trovarsi sotto le luci della ribalta, ad altri di oblio.

## Scritti
- Il giuramento e la morte. Novella, in "Strenna triestina per l'anno 1839", Trieste, Marcenio editore.
- Ghiribizzi letterarj, Milano, Manini, 1839.
- Prisma d'amore. Novella orientale, Milano, Manini, 1839.
- Fiori e spine. Pensieri, Milano, tipografia Guglielmini e Redaelli, 1842.
- Rosario. Preci e invocazioni, Milano-Venezia, coi tipi di Paolo Ripamonti Carpano, 1844.
- Fiori del pensiero, Venezia, Pietro Naratovich. Comprende

2. Primavera e vita, 1859.
3. Prisma d'estate, 1860.
- Il gallo. Strenna profetica, Venezia, Pietro Naratovich, 1866.

## Giornali a cui collaborò
- «Gazzetta privilegiata di Milano»
- «Glissons, n'appuyons pas»
- «I fiori»